# Lan Krabue (huyện)
Lan Krabue (tiếng Thái: ลานกระบือ) là huyện cực đông bắc thuộc tỉnh Kamphaeng Phet, phía bắc Thái Lan.

## Địa lý
Các huyện giáp ranh (từ phía nam theo chiều kim đồng hồ): Sai Ngam, Phran Kratai thuộc tỉnh Kamphaeng Phet, Khiri Mat thuộc tỉnh Sukhothai, Bang Rakam thuộc tỉnh Phitsanulok, Wachirabarami thuộc tỉnh Phichit.

## Hành chính
Huyện này được chia thành 7 phó huyện (tambon), các đơn vị này lại được chia thành 67 làng (muban). Có hai thị trấn (thesaban tambon) - Lan Krabue nằm trên một phần của tambon Lan Krabue and Non Phluang, và Cong Lom the whole same-named tambon. Ngoài ra có 7 Tổ chức hành chính tambon (TAO).
| Số TT | Tên             | Tên tiếng Thái | Số làng | Dân số |  |
| ----- | --------------- | -------------- | ------- | ------ |  |
| 1.    | Lan Krabue      | ลานกระบือ       | 11      | 7.633  |  |
| 2.    | Chong Lom       | ช่องลม          | 8       | 5.536  |  |
| 3.    | Nong Luang      | หนองหลวง       | 14      | 8.994  |  |
| 4.    | Non Phluang     | โนนพลวง        | 8       | 4.414  |  |
| 5.    | Pracha Suk San  | ประชาสุขสันต์     | 10      | 7.666  |  |
| 6.    | Bueng Thap Raet | บึงทับแรต        | 8       | 3.123  |  |
| 7.    | Chanthima       | จันทิมา          | 8       | 3.931  |  |